# Föderationssubjekt
Als Föderationssubjekte (russisch Субъект Федерации Subjekt Federazii, wörtl. Subjekte der Föderation, auch Subjekte der Russischen Föderation) bezeichnet Russland 89 territoriale, mit gewisser politischer und administrativer Autonomie ausgestatteten und im russischen Föderationsrat vertretene Verwaltungseinheiten. Der abstrakte Begriff entspricht der russischen Bezeichnung; er wurde erst nach der Auflösung der Sowjetunion eingeführt, um die verschiedenen Kategorien von territorialen Einheiten mit unterschiedlichen Autonomiegraden zu berücksichtigen.
Artikel 65 der Verfassung der Russischen Föderation definiert sechs Kategorien von Föderationssubjekten, wodurch die föderale Gliederung Russlands genau bestimmt wird.
Die einzelnen Föderationssubjekte unterscheiden sich in Bezug auf ihre Einwohnerzahlen und geografische Ausdehnung, ihre Ressourcenvorkommen und den Stand ihrer wirtschaftlichen Entwicklung stark voneinander. Die regionalen Entwicklungsstrategien in Russland konzentrierten sich daher auf die Ausgleichspolitik. Dafür wurde ein Transfersystem zwischen der Zentralregierung und den Regionen geschaffen.
Der Verfassung zufolge sind alle Regionen gleichberechtigte Mitglieder der Russischen Föderation. In Wirklichkeit rangieren Republiken jedoch höher, da sie eine eigene Verfassung besitzen, die übrigen Regionen haben lediglich eine Satzung.
Sechs Föderationssubjekte gelten international als unrechtsmäßig im Zuge des Russisch-Ukrainischen Kriegs besetztes ukrainisches Gebiet, sodass sich völkerrechtlich betrachtet das russische Staatsgebiet lediglich aus 83 Subjekten zusammensetzt.

## Arten
| Republik        | Stadt           | Region (Krai)   |
| Gebiet (Oblast) | Autonomer Kreis | Autonome Oblast |

Föderationssubjekte der Russischen Föderation nach Verfassungsänderung im Jahr 2022:
Die sechs schraffierten Gebiete gelten nach internationalem Recht nicht als Föderationssubjekte, sondern sind demnach weiterhin Teil des Staatsgebiets der Ukraine.

Zu den Föderationssubjekten gehören laut Verfassung der russischen Föderation (Stand Ende 2022; international anerkannte abweichende Anzahl in Klammern):
- 24 (21) Republiken (russisch Республика respublika). Sie sind Gliedstaaten und besitzen demnach eine eigene Verfassung und Gesetzgebung und haben innerhalb der Russischen Föderation den höchsten Grad an innerer Autonomie. Republiken sind für die größeren nicht-russischen Völker und für einen Teil der Krim eingerichtet. Außer Tatarstan und Tschetschenien haben alle Republiken den Föderationsvertrag vom 31. März 1992 mit Russland unterzeichnet.
- 3 (2) Städte mit Subjektstatus (Moskau, Sankt Petersburg, Sewastopol)
- 9 Regionen (russisch край krai)
- 48 (46) Gebiete (russisch область oblast)
- 4 Autonome Kreise (russisch автономный округ awtonomny okrug)
- Eine Autonome Oblast (russisch автономная область awtonomnaja oblast; nur Jüdische Autonome Oblast)

| Art | Kompetenzen | Beispiele                                                           |
| --- | --- | ------------------------------------------------------------------- |
| Republiken республика (respublika)                                                                                              | Republiken haben dieselben Kompetenzen wie Oblaste, darüber hinaus haben sie allerdings eine eigene Verfassung, welche weitere Amtssprachen, und ein politisches System enthält. So hatte beispielsweise die Republik Dagestan von 1994 bis 2006 statt einem einzigem Oberhaupt einen Rat, aus Vertretern verschiedener Ethnien an der Spitze, während beispielsweise Komi ein klassisches einziges Oberhaupt hatte. Die Verfassung darf nicht der russischen Verfassung widersprechen. Republiken wurden für Minderheiten (siehe Liste von Völkern in Russland) geschaffen. | - Burjatien - Dagestan - Tatarstan                                  |
| Städte mit Subjektstatus город федерального значения (gorod federalnogo znacheniya) – wörtlich: „Stadt von föderaler Bedeutung“ | Städte mit Subjektstatus haben die selben Kompetenzen, wie die einer Oblast, allerdings begrenzen sie sich auf das Territorium einer einzigen Stadt. Wichtig ist, dass der Gouverneur der Stadt mit Subjektstatus nicht gleichzeitig ihr Bürgermeister ist. | - Moskau - Sankt Petersburg - Sewastopol (international umstritten) |
| Krai (Regionen) край (krai) | Krai haben dieselben Kompetenzen einer Oblast. Sie sind im Gegensatz zu Oblasten entlegene oder Grenznahe Gebiete. | - Region Altai - Region Krasnodar - Region Primorje                 |
| Oblaste (Gebiete) область (oblast)                                                                                              | Oblaste sind die häufigste Art von Föderationssubjekten, sie können eine eigene Gesetzgebung zu Themen wie Sozial-, Wohnung-, und Bauwesen, Mietrecht, Bildung und Gesundheit schaffen, regionale Steuern erheben, lokale Unternehmen und Kultur fördern, lokale Bauprojekte planen und finanzieren und Maßnahmen zur Seuchen- und Katastrophenbekämpfung ergreifen. Sie besitzen einen eigenen Haushalt. Zudem haben sie eine regionale Polizei, welche allerdings der Föderation direkt unterliegt. Eine Oblast hat eine Duma, welche die Gesetze erlässt, einen entweder direkt gewählten oder vom Staatpräsidenten vorgeschlagenen Gouverneur, als Chef der Exekutive und einen Gerichtshof. | - Oblast Nowosibirsk - Oblast Swerdlowsk - Oblast Wologda           |
| Autonome Kreise автономный округ (avtonomnyy okrug)                                                                             | Sie haben gleiche Rechte wie eine Oblast, können aber kulturelle und sprachliche Eigenschaften in ihrer Satzung verankern, sie wurden für Minderheiten (siehe Liste von Völkern in Russland) geschaffen. Einige autonome Kreise sind einer Oblast unterstellt, dass bedeutet, dass sie sich mit ihr Behörden und einen Haushalt teilen. | - Chanten und Mansen/Jugra - Jamal-Nenzen - Tschuktschen            |
| Autonome Oblaste автономная область (avtonomnaya oblast)                                                                        | Es gibt nur eine autonome Oblast, nämlich die jüdische autonome Oblast. Sie wurde 1934 in der Sowjetunion als Siedlungsgebiet für jüdische Menschen gegründet und galt als Alternative zu Palästina. Sie hat gleiche Rechte wie ein autonomer Kreis und ist keiner anderen Oblast unterstellt. | - Jüdische Autonome Oblast                                          |

## Liste
| Kennnummer | Föderationssubjekt         | Art                     | Hauptstadt                              | Föderations- kreis | Ein- wohner | Fläche (km²) | Anteil Russen, Titularnationen und Deutsche | Amtssprache |
| ---------- | -------------------------- | ----------------------- | --------------------------------------- | ------------------ | ----------- | ------------ | --- | --- |
| 1          | Adygeja                    | Republik                | Maikop                                  | Südrussland        | 439.996     | 7.792        | Russen (63,6 %), Adygejer (25,2 %) | Russisch, Adygeisch |
| 2          | Baschkortostan             | Republik                | Ufa                                     | Wolga              | 4.072.292   | 142.947      | Russen (36,1 %), Baschkiren (29,5 %), Deutsche (0,1 %) | Russisch, Baschkirisch |
| 3          | Burjatien                  | Republik                | Ulan-Ude                                | Ferner Osten       | 972.021     | 351.334      | Russen (66,1 %), Burjaten (30 %), Deutsche (0,1 %) | Russisch, Burjatisch |
| 4          | Altai                      | Republik                | Gorno-Altaisk                           | Sibirien           | 206.168     | 92.903       | Russen (56,6 %), Altaier (33,9 %), Deutsche (0,4 %) | Russisch, Altaisch |
| 5          | Dagestan                   | Republik                | Machatschkala                           | Nordkaukasus       | 2.910.249   | 50.270       | Awaren (29,2 %), Darginer (16,9 %), Kumyken (14,8 %), Lesgier (13,2 %), Laken (5,5 %), Aserbaidschaner (4,5 %), Tabassaranen (4,1 %), Russen (3,6 %), Deutsche (0,006 %) | Russisch, Aghulisch, Awarisch, Aserbaidschanisch, Darginisch, Kumykisch, Lakisch, Lesgisch, Nogaisch, Rutulisch, Tabassaranisch, Tatisch, Tsachurisch, Tschetschenisch |
| 6          | Inguschetien               | Republik                | Magas                                   | Nordkaukasus       | 412.529     | 3.628        | Inguschen (93,5 %), Russen (0,8 %) | Russisch, Inguschisch |
| 7          | Kabardino-Balkarien        | Republik                | Naltschik                               | Nordkaukasus       | 859.939     | 12.470       | Kabardiner (57 %), Russen (22,5 %), Balkaren (12,6 %), Deutsche (0,2 %)                                                                                                  | Russisch, Kabardinisch, Karatschai-Balkarisch |
| 8          | Kalmückien                 | Republik                | Elista                                  | Südrussland        | 289.481     | 74.731       | Kalmücken (57,4 %), Russen (30,2 %), Deutsche (0,4 %) | Russisch, Kalmückisch |
| 9          | Karatschai-Tscherkessien   | Republik                | Tscherkessk                             | Nordkaukasus       | 477.859     | 14.277       | Karatschaier (40,7 %), Russen (31,4 %), Tscherkessen (11,8 %) | Russisch, Karatschai-Balkarisch, Kabardinisch, Abasinisch, Nogaisch |
| 10         | Karelien                   | Republik                | Petrosawodsk                            | Nordwestrussland   | 643.548     | 180.520      | Russen (78,9 %), Karelier (7,1 %) | Russisch, Karelisch, Wepsisch, Finnisch |
| 11         | Komi                       | Republik                | Syktywkar                               | Nordwestrussland   | 901.189     | 416.774      | Russen (61,7 %), Komi (22,5 %), Deutsche (0,6 %) | Russisch, Komi (vor allem Komi-Syrjänisch) |
| 12         | Mari El                    | Republik                | Joschkar-Ola                            | Wolga              | 696.459     | 23.375       | Russen (45,1 %), Mari (41,8 %), Deutsche (0,06 %) | Russisch, Mari (Bergmari, Wiesenmari) |
| 13         | Mordwinien                 | Republik                | Saransk                                 | Wolga              | 834.755     | 26.128       | Russen (53,2 %), Mordwinen (39,9 %) | Russisch, Ersjanisch, Mokschanisch |
| 14         | Sacha (Jakutien)           | Republik                | Jakutsk                                 | Ferner Osten       | 958.528     | 3.083.523    | Jakuten (48,7 %), Russen (36,9 %), Deutsche (0,2 %) | Russisch, Jakutisch |
| 15         | Nordossetien-Alanien       | Republik                | Wladikawkas                             | Nordkaukasus       | 712.980     | 7.987        | Osseten (64,5 %), Russen (20,6 %), Deutsche (0,08 %) | Russisch, Ossetisch |
| 16         | Tatarstan                  | Republik                | Kasan                                   | Wolga              | 3.786.488   | 67.847       | Tataren (53,2 %), Russen (39,7 %), Deutsche (0,06 %) | Russisch, Tatarisch |
| 17         | Tuwa                       | Republik                | Kysyl                                   | Sibirien           | 307.930     | 168.604      | Tuwiner (81,0 %), Russen (16,1 %) | Russisch, Tuwinisch |
| 18         | Udmurtien                  | Republik                | Ischewsk                                | Wolga              | 1.521.420   | 42.061       | Russen (60 %), Udmurten (27, 1 %), Deutsche (0,08 %) | Russisch, Udmurtisch |
| 19         | Chakassien                 | Republik                | Abakan                                  | Sibirien           | 532.403     | 61.569       | Russen (79,6 %), Chakassen (12 %), Deutsche (1,1 %) | Russisch, Chakassisch |
| 20         | Tschetschenien             | Republik                | Grosny                                  | Nordkaukasus       | 1.268.989   | 15.647       | Tschetschenen (95,1 %), Russen (1,9 %) | Russisch, Tschetschenisch |
| 21         | Tschuwaschien              | Republik                | Tscheboksary                            | Wolga              | 1.251.619   | 18.343       | Tschuwaschen (65,1 %), Russen (25,8 %) | Russisch, Tschuwaschisch |
| 22         | Altai                      | Region                  | Barnaul                                 | Sibirien           | 2.419.755   | 167.996      | Russen (92 %), Deutsche (3 %) | Russisch |
| 23         | Krasnodar                  | Region                  | Krasnodar                               | Südrussland        | 5.226.647   | 75.485       | Russen (86,6 %), Deutsche (0,2 %) | Russisch |
| 24         | Krasnojarsk                | Region                  | Krasnojarsk                             | Sibirien           | 2.828.187   | 2.366.797    | Russen (88,9 %), Deutsche (1,2 %) | Russisch |
| 25         | Primorje                   | Region                  | Wladiwostok                             | Ferner Osten       | 1.956.497   | 164.673      | Russen (88,9 %) | Russisch |
| 26         | Stawropol                  | Region                  | Stawropol                               | Nordkaukasus       | 2.786.281   | 66.160       | Russen (80,9 %) | Russisch |
| 27         | Chabarowsk                 | Region                  | Chabarowsk                              | Ferner Osten       | 1.343.869   | 787.633      | Russen (91,8 %) | Russisch |
| 28         | Amur                       | Oblast                  | Blagoweschtschensk                      | Ferner Osten       | 830.103     | 361.913      | Russen (93,43 %), Deutsche (0,13 %) | Russisch |
| 29         | Archangelsk                | Oblast                  | Archangelsk                             | Nordwestrussland   | 1.227.626   | 413.103      | Russen (93,58 %), Deutsche (0,07 %) | Russisch |
| 30         | Astrachan                  | Oblast                  | Astrachan                               | Südrussland        | 1.010.073   | 49.024       | Russen (67,6 %) | Russisch |
| 31         | Belgorod                   | Oblast                  | Belgorod                                | Zentralrussland    | 1.532.526   | 27.134       | Russen (91,66 %), Deutsche (0,13 %) | Russisch |
| 32         | Brjansk                    | Oblast                  | Brjansk                                 | Zentralrussland    | 1.278.217   | 34.857       | Russen (94,67 %) | Russisch |
| 33         | Wladimir                   | Oblast                  | Wladimir                                | Zentralrussland    | 1.443.693   | 29.084       | Russen (89,27 %) | Russisch |
| 34         | Wolgograd                  | Oblast                  | Wolgograd                               | Südrussland        | 2.610.161   | 112.877      | Russen (88,47 %), Deutsche (0,39 %) | Russisch |
| 35         | Wologda                    | Oblast                  | Wologda                                 | Nordwestrussland   | 1.202.444   | 144.527      | Russen (92,53 %), Deutsche (0,05 %) | Russisch |
| 36         | Woronesch                  | Oblast                  | Woronesch                               | Zentralrussland    | 2.335.380   | 52.216       | Russen (90,97 %), Deutsche (0,06 %) | Russisch |
| 37         | Iwanowo                    | Oblast                  | Iwanowo                                 | Zentralrussland    | 1.061.651   | 21.437       | Russen (90,63 %) | Russisch |
| 38         | Irkutsk                    | Oblast                  | Irkutsk                                 | Sibirien           | 2.428.750   | 774.846      | Russen (82,28 %), Deutsche (0,15 %) | Russisch |
| 39         | Kaliningrad                | Oblast                  | Kaliningrad                             | Nordwestrussland   | 941.873     | 15.125       | Russen (86,43 %), Deutsche (0,82 %) | Russisch |
| 40         | Kaluga                     | Oblast                  | Kaluga                                  | Zentralrussland    | 1.010.930   | 29.777       | Russen (85,96 %), Deutsche (0,11 %) | Russisch |
| 42         | Kemerowo                   | Oblast                  | Kemerowo                                | Sibirien           | 2.763.135   | 95.725       | Russen (91,8 %), Deutsche (0,84 %) | Russisch |
| 43         | Kirow                      | Oblast                  | Kirow                                   | Wolga              | 1.341.312   | 120.374      | Russen (89,44 %), Deutsche (0,08 %) | Russisch |
| 44         | Kostroma                   | Oblast                  | Kostroma                                | Zentralrussland    | 667.562     | 60.211       | Russen (93,24 %), Deutsche (0,06 %) | Russisch |
| 45         | Kurgan                     | Oblast                  | Kurgan                                  | Ural               | 910.807     | 71.488       | Russen (90,44 %), Deutsche (0,19 %) | Russisch |
| 46         | Kursk                      | Oblast                  | Kursk                                   | Zentralrussland    | 1.127.081   | 29.997       | Russen (91,97 %) | Russisch |
| 47         | Leningrad                  | Oblast                  | Sankt Petersburg (kein Teil der Oblast) | Nordwestrussland   | 1.716.868   | 83.908       | Russen (86,55 %) | Russisch |
| 48         | Lipezk                     | Oblast                  | Lipezk                                  | Zentralrussland    | 1.173.513   | 24.047       | Russen (92,55 %), Deutsche (0,08 %) | Russisch |
| 49         | Magadan                    | Oblast                  | Magadan                                 | Ferner Osten       | 156.996     | 462.464      | Russen (80,2 %) | Russisch |
| 50         | Moskau                     | Oblast                  | Moskau (kein Teil der Oblast)           | Zentralrussland    | 7.095.120   | 45.799       | Russen (91 %) | Russisch |
| 51         | Murmansk                   | Oblast                  | Murmansk                                | Nordwestrussland   | 795.409     | 144.902      | Russen (80,75 %), Deutsche (0,09 %) | Russisch |
| 52         | Nischni Nowgorod           | Oblast                  | Nischni Nowgorod                        | Wolga              | 3.310.597   | 76.624       | Russen (93,93 %) | Russisch |
| 53         | Nowgorod                   | Oblast                  | Weliki Nowgorod                         | Nordwestrussland   | 634.111     | 54.501       | Russen (88,36 %), Deutsche (0,1 %) | Russisch |
| 54         | Nowosibirsk                | Oblast                  | Nowosibirsk                             | Sibirien           | 2.665.911   | 177.756      | Russen (88,74 %), Deutsche (1,16 %) | Russisch |
| 55         | Omsk                       | Oblast                  | Omsk                                    | Sibirien           | 1.977.665   | 141.140      | Russen (83,34 %), Deutsche (2,53 %) | Russisch |
| 56         | Orenburg                   | Oblast                  | Orenburg                                | Wolga              | 2.033.072   | 123.702      | Russen (74,74 %), Deutsche (0,6 %) | Russisch |
| 57         | Orjol                      | Oblast                  | Orjol                                   | Zentralrussland    | 786.935     | 24.652       | Russen (93,91 %), Deutsche (0,08 %) | Russisch |
| 58         | Pensa                      | Oblast                  | Pensa                                   | Wolga              | 1.386.186   | 43.352       | Russen (84,09 %), Deutsche (0,06 %) | Russisch |
| 60         | Pskow                      | Oblast                  | Pskow                                   | Nordwestrussland   | 673.423     | 55.399       | Russen (91,54 %), Deutsche (0,06 %) | Russisch |
| 61         | Rostow                     | Oblast                  | Rostow am Don                           | Südrussland        | 4.277.976   | 100.967      | Russen (88,72 %), Deutsche (0,1 %) | Russisch |
| 62         | Rjasan                     | Oblast                  | Rjasan                                  | Zentralrussland    | 1.154.114   | 39.605       | Russen (88,98 %), Deutsche (0,09 %) | Russisch |
| 63         | Samara                     | Oblast                  | Samara                                  | Wolga              | 3.215.532   | 53.565       | Russen (82,26 %), Deutsche (0,21 %) | Russisch |
| 64         | Saratow                    | Oblast                  | Saratow                                 | Wolga              | 2.521.892   | 101.240      | Russen (85,3 %), Deutsche (0,3 %) | Russisch |
| 65         | Sachalin                   | Oblast                  | Juschno-Sachalinsk                      | Ferner Osten       | 497.973     | 87.101       | Russen (82,29 %), Deutsche (0,1 %) | Russisch |
| 66         | Swerdlowsk                 | Oblast                  | Jekaterinburg                           | Ural               | 4.297.747   | 194.307      | Russen (85,74 %), Deutsche (0,35 %) | Russisch |
| 67         | Smolensk                   | Oblast                  | Smolensk                                | Zentralrussland    | 985.537     | 49.779       | Russen (90,68 %), Deutsche (0,08 %) | Russisch |
| 68         | Tambow                     | Oblast                  | Tambow                                  | Zentralrussland    | 1.091.994   | 34.462       | Russen (94,97 %), Deutsche (0,06 %) | Russisch |
| 69         | Twer                       | Oblast                  | Twer                                    | Zentralrussland    | 1.353.392   | 84.201       | Russen (86,6 %), Deutsche (0,1 %) | Russisch |
| 70         | Tomsk                      | Oblast                  | Tomsk                                   | Sibirien           | 1.047.394   | 314.391      | Russen (88,1 %), Deutsche (0,83 %) | Russisch |
| 71         | Tula                       | Oblast                  | Tula                                    | Zentralrussland    | 1.553.925   | 25.679       | Russen (94,1 %), Deutsche (0,17 %) | Russisch |
| 72         | Tjumen                     | Oblast                  | Tjumen                                  | Ural               | 1.340.608   | 160.122      | Russen (79,52 %), Deutsche (0,9 %) | Russisch |
| 73         | Uljanowsk                  | Oblast                  | Uljanowsk                               | Wolga              | 1.292.799   | 37.181       | Russen (69,71 %), Deutsche (0,14 %) | Russisch |
| 74         | Tscheljabinsk              | Oblast                  | Tscheljabinsk                           | Ural               | 3.476.217   | 88.529       | Russen (81,41 %), Deutsche (0,54 %) | Russisch |
| 76         | Jaroslawl                  | Oblast                  | Jaroslawl                               | Zentralrussland    | 1.272.468   | 36.177       | Russen (92,12 %) | Russisch |
| 77         | Moskau                     | Stadt mit Subjektstatus | –                                       | Zentralrussland    | 11.503.501  | 2.510        | Russen (84,83 %), Deutsche (0,05 %) | Russisch |
| 78         | Sankt Petersburg           | Stadt mit Subjektstatus | –                                       | Nordwestrussland   | 4.879.566   | 1.431        | Russen (89,1 %) | Russisch |
| 79         | Jüdische Autonome Oblast   | Autonome Oblast         | Birobidschan                            | Ferner Osten       | 176.558     | 36.266       | Russen (90,7 %), Juden (0,9 %), Deutsche (0,14 %) | Russisch |
| 83         | Nenzen                     | Autonomer Kreis         | Narjan-Mar                              | Nordwestrussland   | 42.090      | 176.810      | Russen (62,4 %), Nenzen (18,7 %) | Russisch, Nenzisch |
| 86         | Chanten und Mansen (Jugra) | Autonomer Kreis         | Chanty-Mansijsk                         | Ural               | 1.532.243   | 534.801      | Russen (63,6 %), Chanten (1,2 %), Mansen (0,7 %), Deutsche (0,4 %) | Russisch, Chantisch, Mansisch |
| 87         | Tschuktschen (Tschukotka)  | Autonomer Kreis         | Anadyr                                  | Ferner Osten       | 50.526      | 721.481      | Russen (51,9 %), Tschuktschen (23,5 %) | Russisch, Tschuktschisch |
| 89         | Jamal-Nenzen               | Autonomer Kreis         | Salechard                               | Ural               | 522.904     | 769.250      | Russen (59,7 %), Nenzen (5,7 %) | Russisch, Nenzisch |
| 90         | Perm                       | Region                  | Perm                                    | Wolga              | 2.635.276   | 160.236      | Russen (87,1 %), Komi-Permjaken (3,2 %), Deutsche (0,3 %) | Russisch, Komi (Komi-Permjakisch) |
| 91         | Kamtschatka                | Region                  | Petropawlowsk-Kamtschatski              | Ferner Osten       | 322.079     | 464.275      | Russen (78,4 %), Korjaken (2,1 %) | Russisch, Korjakisch |
| 92         | Transbaikalien             | Region                  | Tschita                                 | Ferner Osten       | 1.107.107   | 431.892      | Russen (89,9 %) | Russisch |

(Anmerkung: Die Nummern in der Tabelle entsprechen denen in der Karte; sie folgen der (ursprünglichen) Nummerierung der Kfz-Kennzeichen Russlands)

### Völkerrechtlich nicht anerkannt
Die nachfolgenden sechs Gebiete gehören völkerrechtlich und international anerkannt zum Nachbarstaat Ukraine, wurden aber 2014 im Rahmen der Annexion der Krim und 2022 nach dem Überfall von Russland annektiert. Insbesondere die 2022 angeschlossenen Gebiete stehen nicht vollständig unter russischer Kontrolle, außerdem ist unklar, welche Teile davon als annektiert betrachtet werden. Da zudem große Teile der Bevölkerung geflohen sind, vertrieben wurden oder ihr Leben verloren haben, sind Angaben in der Tabelle als unsicher zu betrachten oder nicht möglich. Aus russischer Sicht befinden sich die Regionen bis zum 1. Januar 2026 in einer „Übergangsphase“, eine Zuordnung zu einem Föderationskreis erfolgte bislang nicht.
Zudem hält Russland seit 2022 Teile weiterer ukrainischer Oblaste besetzt, das betrifft insbesondere die Oblaste Charkiw und Mykolajiw (dort v. a. die Kinburn-Halbinsel).
| Föderationssubjekt              | Art                     | Hauptstadt                                          | Föderations- kreis           | Ein- wohner | Fläche (km²) | Anteil Russen, Titularnationen und Deutsche                                | Amtssprache                         |
| ------------------------------- | ----------------------- | --------------------------------------------------- | ---------------------------- | ----------- | ------------ | -------------------------------------------------------------------------- | ----------------------------------- |
| Cherson                         | Oblast                  | Henitschesk (de facto) / Cherson (beansprucht)      | nicht zugeordnet             |             |              |                                                                            |                                     |
| Volksrepublik Donezk (Donezk)   | Republik                | Donezk                                              | nicht zugeordnet             |             |              |                                                                            |                                     |
| Krim                            | Republik                | Simferopol                                          | Südrussland (2014–2016 Krim) | 1.889.400   | 26.080       | Russen (58,5 %), Ukrainer (24,4 %), Krimtataren (12,1 %), Deutsche (0,1 %) | Russisch, Ukrainisch, Krimtatarisch |
| Volksrepublik Lugansk (Luhansk) | Republik                | Luhansk                                             | nicht zugeordnet             |             |              |                                                                            |                                     |
| Saporischschja                  | Oblast                  | Melitopol (de facto) / Saporischschja (beansprucht) | nicht zugeordnet             |             |              |                                                                            |                                     |
| Sewastopol                      | Stadt mit Subjektstatus | –                                                   | Südrussland (2014–2016 Krim) | 416.263     | 864          | Russen (81,1 %), Ukrainer (14,2 %), Krimtataren (0,8 %)                    | Russisch, Ukrainisch                |

## Aufgaben und Kompetenzen auf Regionsebene
Die föderale Ebene hat etwa 700 Zuständigkeitsbereiche, während nach den Zentralisierungsreformen unter Präsident Putin von 2000 bis 2008 rund 50 Kompetenzbereiche bei den Regionen verblieben sind. Die Reformen bezogen sich auf die Durchsetzung föderalen Rechts durch die Annullierung regionaler Rechtsakte und die Rechts- und Fachaufsicht gegenüber den Gouverneuren und Regionalparlamenten.
Für Verteidigungs-, Zoll- und Außenpolitik ist ausschließlich die Zentralregierung zuständig. In anderen Bereichen wie z. B. Grundeigentum und Nutzung von Land, Rohstoffen, Wasser und anderen Ressourcen, im Gesundheitssystem und im Steuerwesen sind die Zentralregierung und die regionalen Behörden gemeinsam zuständig. Zu den gemeinsamen Befugnissen gibt die Verfassung wenig Information über die Machtverteilung zwischen der Zentralregierung und den Regionen. Praktisch bedeutet dies, dass diese Aufgaben durch den Zentralstaat wahrgenommen werden. Im Prinzip dürfen die Regionen im Rahmen der nationalen steuerrechtlichen Bestimmungen über ihre Einnahmen und Ausgaben selbst entscheiden. Die Einnahmen der Regionen decken aber häufig ihren Ausgabenbedarf nicht, so dass zahlreiche Regionen von Transferzahlungen der Zentralregierung abhängig sind. Die Regionen dürfen Schuldpapiere begeben. Die Regionen dürfen Befugnisse, die weder ausschließlich der Zentralregierung übertragen wurden noch gemeinsam von der Zentralregierung und den Regionen ausgeübt werden, allein ausüben.